# (6773) Kellaway
(6773) Kellaway ist ein Asteroid des Hauptgürtels, der am 15. Juni 1988 von der US-amerikanischen Astronomin Eleanor Helin am Palomar-Observatorium (IAU-Code 675) auf dem Gipfel des Palomar Mountain, etwa 80 Kilometer nordöstlich von San Diego in Kalifornien entdeckt wurde.
Der Himmelskörper wurde am 13. April 2006 nach der britischen Wirtschaftsjournalistin Lucy Kellaway OBE (* 1959) benannt, die ab 1985 bei der Financial Times als Korrespondentin in Brüssel arbeitete, bis sie Associate Editor und Management Columnist wurde. 2016 gehörte sie zu den Mitgründern der Stiftung Now Teach. Seit September 2017 arbeitet sie als Lehrerin an einer weiterführenden Schule in London und unterrichtet Mathematik.
Der Asteroid gehört zur Eos-Familie, einer Gruppe von Asteroiden, welche typischerweise große Halbachsen von 2,95 bis 3,1 AE aufweisen, nach innen begrenzt von der Kirkwoodlücke der 7:3-Resonanz mit Jupiter, sowie Bahnneigungen zwischen 8° und 12°. Die Gruppe ist nach dem Asteroiden (221) Eos benannt. Es wird vermutet, dass die Familie vor mehr als einer Milliarde Jahren durch eine Kollision entstanden ist.